# Siemion Firin
Siemion Grigorjewicz Firin (ros. Семен Григорьевич Фирин; ur. w 1898 w Wilnie, zm. 14 sierpnia 1937 w Moskwie) – w latach 1920–1930 oficer wywiadu wojskowego Armii Czerwonej Razwiedupr, następnie funkcjonariusz OGPU/NKWD w pionie zarządu łagrów, m.in. zastępca szefa Gułagu.

## Życiorys
Urodził się pod nazwiskiem Pupko w rodzinie biednego żydowskiego rzemieślnika. Ukończył szkołę miejską w Wilnie, po czym znalazł pracę pomocnika fizycznego w fabryce obuwia w Witebsku. W czasie I wojny światowej został zmobilizowany do armii rosyjskiej, ale po pewnym czasie zdezerterował. W 1917 pod nazwiskiem Firin zaangażował się w działalność rewolucyjną w Rosji. Brał udział w rewolucji bolszewickiej. Od 1918 był członkiem Rosyjskiej Partii Komunistycznej (bolszewików). Następnie wstąpił do nowo formowanych wojsk bolszewickich.
Od maja do czerwca 1919 uczestniczył w walkach z białogwardzistami i Niemcami na Białorusi i Litwie. Następnie uczestniczył w wojnie polsko-bolszewickiej. Od lutego 1920 pełnił funkcję zastępcy szefa agentury wydziału politycznego Samodzielnej Brygady Spartakowskiej, złożonej z Niemców. W październiku tego roku został podporządkowany Rewolucyjnej Radzie Wojennej Frontu Zachodniego. Do jego zadań należało organizowanie partyzanckich oddziałów dywersyjnych, przerzucanych na tyły frontu sowiecko-polskiego.
Wstąpił do Razwiedupra Armii Czerwonej. W styczniu 1921 został skierowany do Berlina, gdzie pełnił funkcję zastępcy rezydenta wywiadu wojskowego. Od 1922 prowadził nielegalną działalność wywiadowczą w Bułgarii, zaś od 1923 we Francji. W lutym 1924 został rezydentem Razwiedupra w Warszawie. Następnie powrócił do Niemiec, gdzie na początku lat 30. aresztowano go. Udało mu się zbiec z więzienia, po czym przedostał się do ZSRR. Od 1931 służył w Oddziale Specjalnym OGPU, stając wkrótce na jego czele. Od 1932 kierował Białomorsko-Bałtyckim Zarządem Łagrów. Jednocześnie w 1933 objął funkcję zastępcy szefa GUŁAGu. Po ukończeniu budowy Kanału Białomorskiego został szefem Dmitłagu. W 1935 awansował do stopnia starszego majora bezpieczeństwa państwowego.
Odznaczony Orderem Lenina i Orderem Czerwonego Sztandaru.
W okresie „wielkiej czystki” 9 maja 1937 został aresztowany przez NKWD, jako współpracownik Gienricha Jagody. 14 sierpnia 1937 skazany przez Kolegium Specjalne NKWD na śmierć z zarzutu o „udział w kontrrewolucyjnym spisku w organach NKWD”, stracony tego samego dnia. Ciało skremowano w krematorium na Cmentarzu Dońskim, prochy pochowano anonimowo.
Zrehabilitowany 2 czerwca 1956 postanowieniem Kolegium Wojskowego Sądu Najwyższego ZSRR.
Jego żoną była Zofia Zaleska (1903–1937) - rezydent i kurier Razwiedupra.